# Plaça del Pedró
La Plaça del Pedró és un espai triangular entre els carrers del Carme i de l'Hospital, on aquests s'uneixen en el de Sant Antoni Abat, al Raval de Barcelona.
El nom prové d'un obelisc o pedró en record de Santa Eulàlia de Barcelona, que, segons la llegenda, fou crucificada en aquest lloc.